# کیوسه، توکیو

نقشهٔ کیوسه واقع در ناحیهٔ تامای توکیو

منطقه کیوسه (به ژاپنی: 清瀬市 Kiyose) به یکی از بخش‌های منطقه تامای توکیو، پایتخت ژاپن گفته می‌شود. مساحت آن ۱۰٬۱۹ کیلومتر مربع است.